# بلیک راس
بلیک راس (انگلیسی: Blake Ross؛ زادهٔ ۱۲ ژوئن ۱۹۸۵) یک مهندس رایانه، مهندس، و برنامه‌نویس اهل ایالات متحده آمر|یکا است.